# Zabawki choinkowe

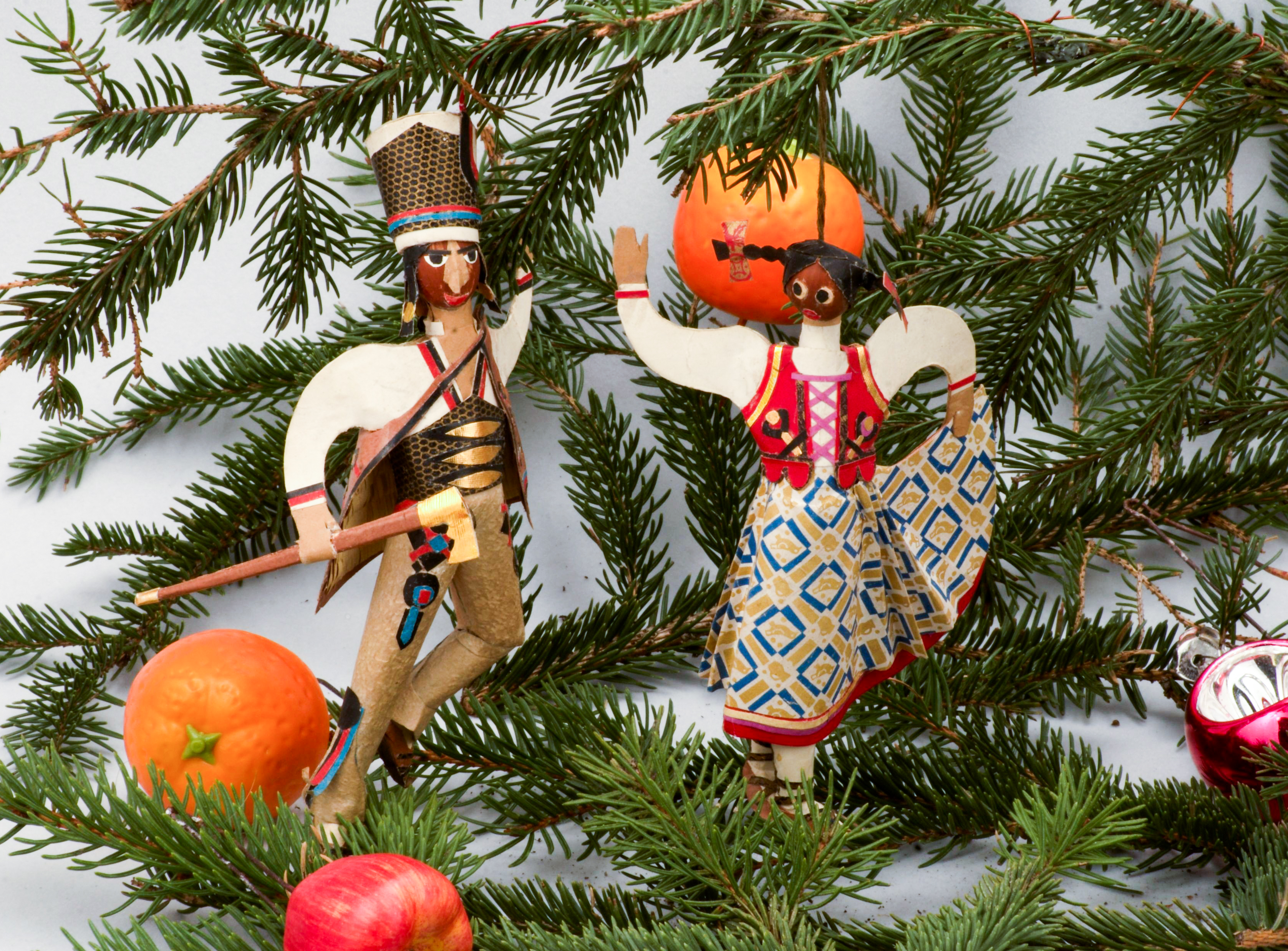
Janosik z Góralką (wyk. J. Gosławski)

Zabawki choinkowe – ozdoby choinkowe wykonywane z różnych materiałów w celu zdobienia bożonarodzeniowych choinek. Często w formie figurek jasełkowych lub związanych z kulturą i tradycją danego kraju lub regionu. Zwyczaj tworzenia zabawek na choinkę wywodzi się z tradycji zdobienia świątecznych drzewek dziełami domowej roboty. W dwudziestoleciu międzywojennym w Polsce dziedziną tą zaczęli profesjonalnie zajmować się znani artyści, tacy jak np. Jan Kurzątkowski. Zespół zabawek choinkowych wykonał też m.in. rzeźbiarz Józef Gosławski w latach 50. i na początku lat 60.

## Galeria

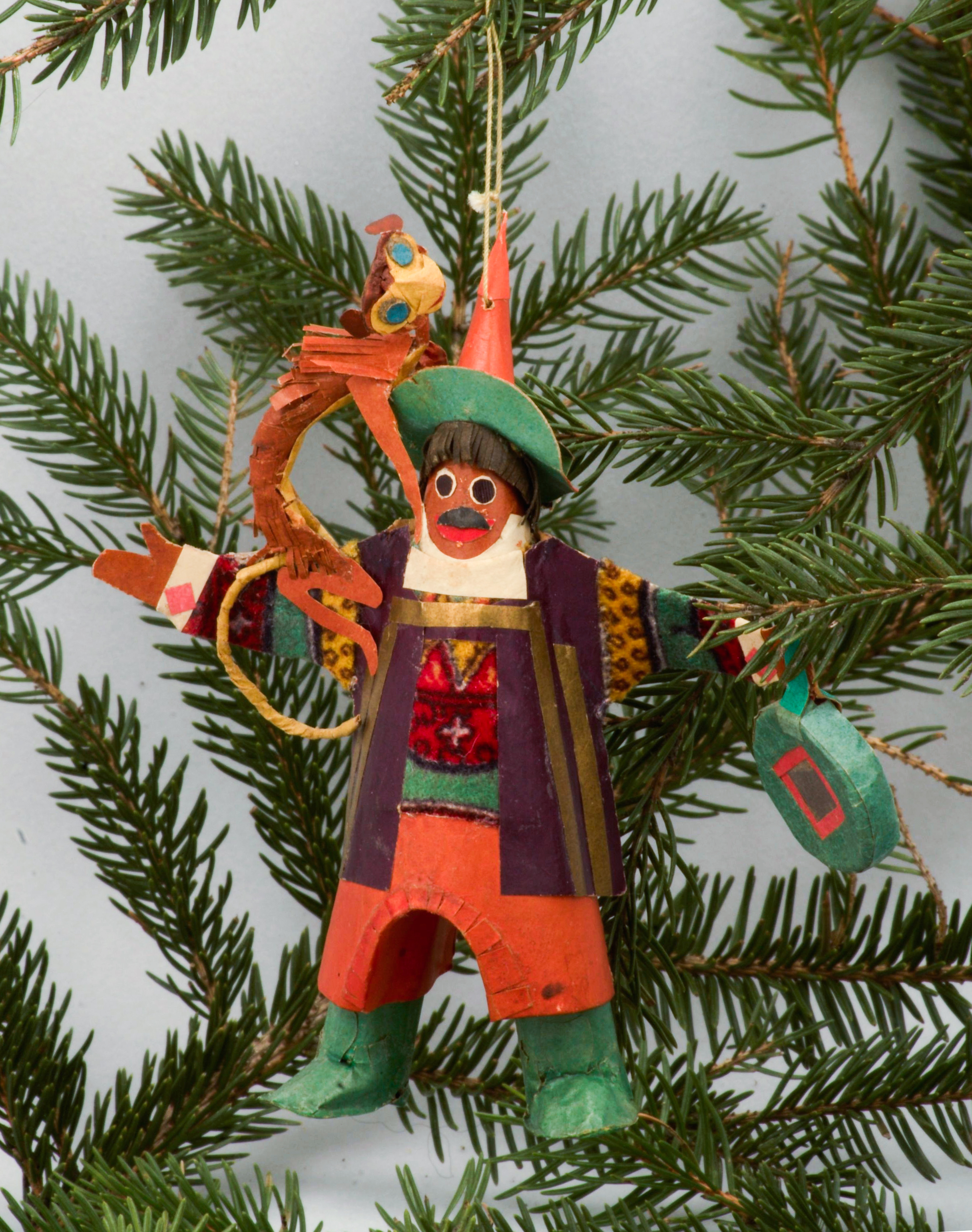
Cygan z małpą (wyk. J. Gosławski)
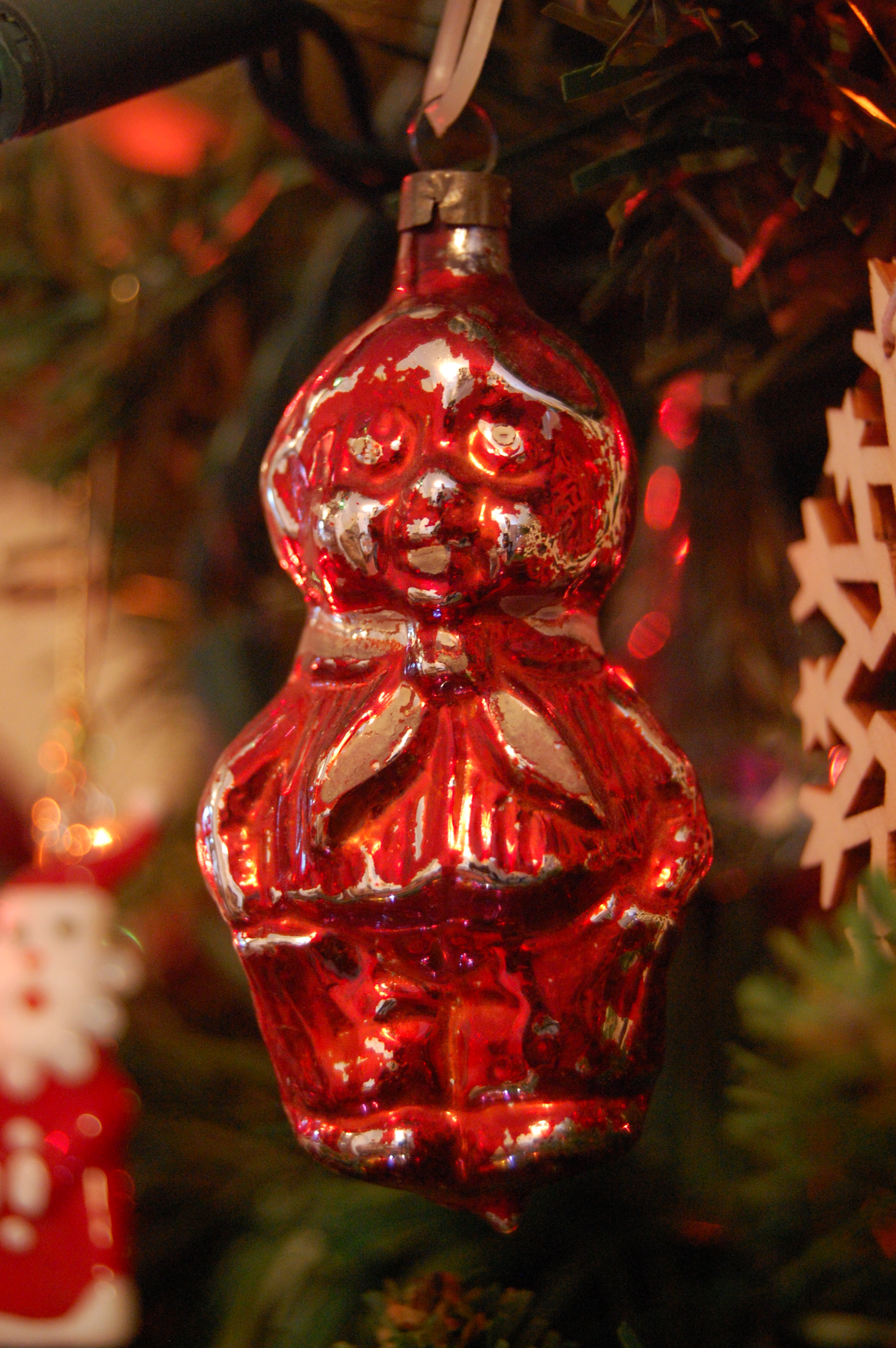
Angielska figurka-miś z lat 50. XX wieku
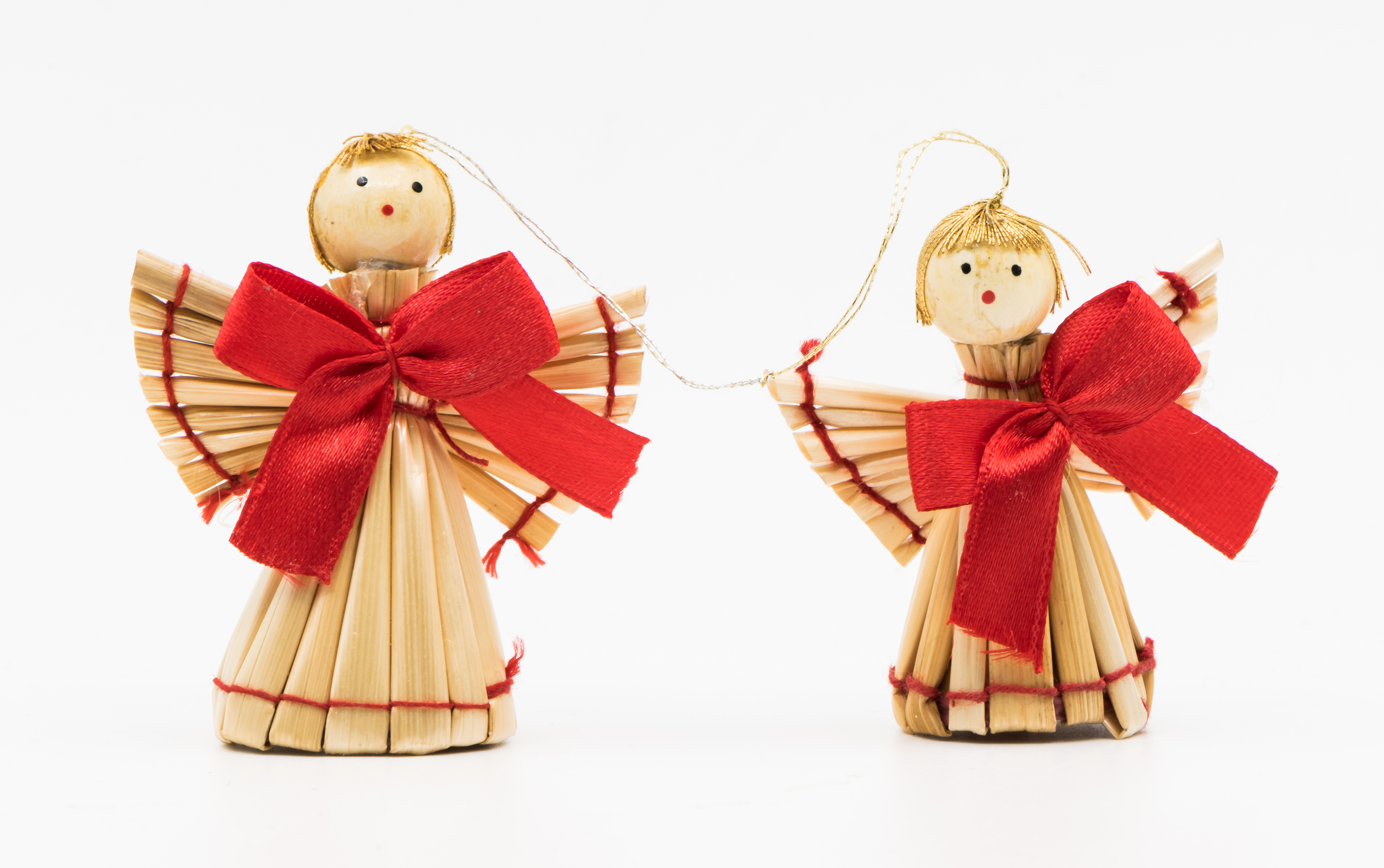
Aniołki ze słomy